# Arne Andersson
Arne Andersson (Trollhättan, 27 oktober 1917 – Vänersborg, 1 april 2009) was een Zweedse middellangeafstandsloper, die beroemd werd vanwege de rivaliteit met zijn landgenoot Gunder Hägg in de jaren veertig. Andersson verbeterde het wereldrecord op de 1500 m in Göteborg in augustus 1943 met een tijd van 3.45,0 en driemaal het wereldrecord op de Engelse mijl.
Arne Andersson vestigde voor het eerst de aandacht op zich in 1939. In dat jaar won hij de 1500 m in de jaarlijkse interland tegen Finland in 3.48,8. In de jaren 1943 en 1944 werd hij Zweeds 1500 m-kampioen.
Zowel Arne Andersson als Gunder Hägg bereikten hun topniveau in oorlogstijd. Er waren geen internationale toernooien in die jaren, zoals Olympische Spelen of Europese kampioenschappen. En toen de oorlog voorbij was, werd hij samen met Hägg voor het leven geschorst, omdat zij ervan werden verdacht geld aangenomen te hebben bij het starten op sportfestivals. Om die reden werden Arne Andersson en Gunder Hägg internationaal nooit erg bekend, maar ze behoorden beiden tot de buitencategorie lopers.
De reeks wereldrecords die Andersson op de Engelse mijl vestigde, startte in Stockholm, waar hij in juli 1942 tot een tijd van 4.06,2 kwam; dit record werd nog in datzelfde jaar gebroken door Hägg (4.04,6). Andersson heroverde het in Göteborg in juli 1943 (4.02,6) en stelde het verder naar beneden toe bij in Malmö in juli 1944 (4.01,6). Hägg had echter het laatste woord, want die liep in 1945 in Malmö 4.01,4. Het record van Hägg werd pas in 1954 verbeterd door Roger Bannister, toen deze in Oxford voor het eerst in de geschiedenis met een tijd van 3.59,4 onder de grens van 4 minuten dook.
Tienduizenden supporters kwamen in de oorlogsjaren naar de stadions om deze twee lopers te zien. In het Scandinavische land behoorden ze tot de eerste lichting echte grote sporthelden met veel media-aandacht. De lopers begrepen zelf ook heel goed, dat ze alleen maar beter werden van de onderlinge rivaliteit, zowel sportief als financieel. Andersson werd gezien als eeuwige tweede, maar hij won in 23 onderlinge duels toch 9 keer van Hägg, waarvan de meeste keren in 1944. Met zijn 65 jaar geleden gelopen mijl (1609 m) in 4.01,6 ben je in de moderne tijd ook nog altijd een goede loper.
Andersson won de gouden medaille van Svenska Dagbladet in 1943.

## Persoonlijke records
| Onderdeel   | Prestatie      | Datum        | Plaats   |
| ----------- | -------------- | ------------ | -------- |
| 800 m       | 1.50,8         | 1942         |          |
| 1000 m      | 2.21,9         | 1944         |          |
| 1500 m      | 3.44,0         | 7 juli 1944  | Göteborg |
| 1 Eng. mijl | 4.01,6 (ex-WR) | 18 juli 1944 | Malmö    |
| 2000 m      | 5.12,6         | 1944         |          |
| 3000 m      | 8.11,4         | 1942         |          |
| 2 Eng. mijl | 8.51,4         | 1942         |          |
| 5000 m      | 14.18,2        | 1941         |          |

- World Athletics: 14862356
- Système universitaire de documentation: 145201287
- Virtual International Authority File: 202312882